# Kringvarp Føroya

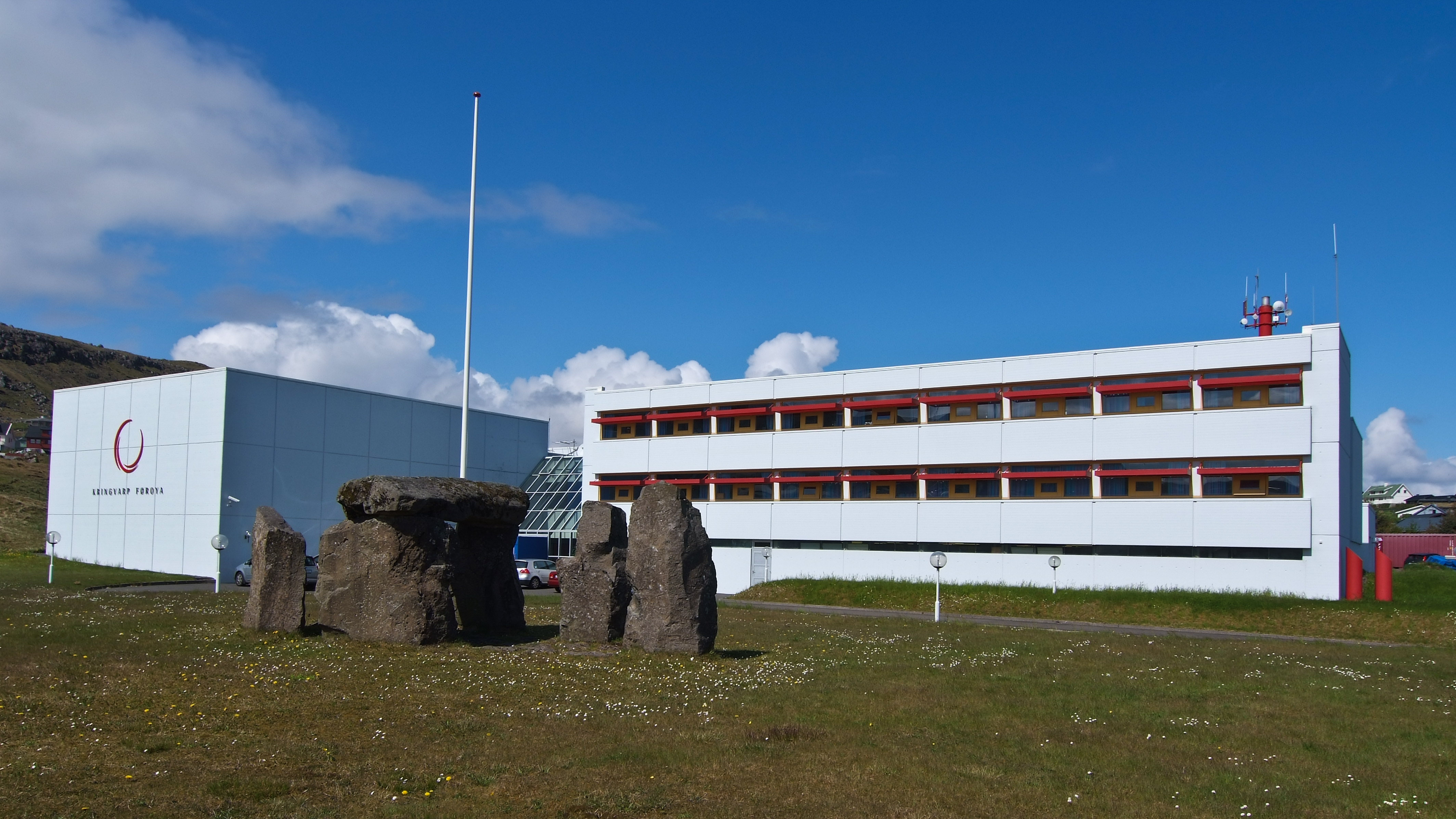
Het gebouw van Kringvarp Føroya in Tórshavn (2008)

Kringvarp Føroya is de publieke omroep van de Faeröer, een autonome eilandengroep binnen het Koninkrijk Denemarken. De organisatie is gevestigd in de Faeröerse hoofdstad Tórshavn.

## Beschrijving
Kringvarp Føroya is ontstaan door een fusie van de sinds 1957 bestaande nationale radiozender Útvarp Føroya en de landelijke televisiezender Sjónvarp Føroya, die in 1984 met uitzenden begon. Dit waren los van elkaar staande organisaties, die beide onder het Faeröerse Ministerie van Onderwijs en Cultuur vielen. Minister Jógvan á Lakjuni besloot in 2004 echter, dat de beide zenders vanwege kostenbesparingen en om effectiever te kunnen werken zouden worden samengevoegd in een nieuwe publieke omroep, Kringvarp Føroya. De fusie werd op 1 januari 2005 een feit.